# The Trees
The Trees è un brano dei Rush, pubblicato dall'etichetta discografica Mercury Records nel 1978 come lato A del primo singolo estratto dall'album Hemispheres. Presente su molte raccolte del gruppo, è stato proposto in molte occasioni nei concerti dal vivo. Sul live Exit...Stage Left il brano The Trees è introdotto dal pezzo strumentale acustico Broon's Bane. Nel lato B è presente Circumstances.

## Il disco
Per The Trees e Circumstances - e per un altro brano proveniente da Hemispheres - La Villa Strangiato - sono stati realizzati dei video promozionali che simulano una esibizione live.
The Trees
Il brano racconta la storia di un conflitto che avviene tra gli aceri e le querce di un bosco per avere i posti migliori e più esposti al sole. L'uguaglianza ottenuta li porta alla fine a esser tutti trattati alla stessa maniera quando vengono segati e tagliati.
Sebbene la canzone potrebbe avere riferimenti sociali o politici, in un'intervista pubblicata nel numero di aprile/maggio 1980 della rivista Modern Drummer il batterista e autore dei testi Neil Peart affermò di non aver pensato a nessun messaggio in particolare, ma solo di essersi ispirato a un cartone animato e di aver scritto una storia in cui gli alberi si comportano come esseri umani. Il batterista ha inoltre dichiarato di esser particolarmente fiero delle liriche, semplici ma rappresentative della situazione che l'autore voleva raffigurare; il testo è stato composto in pochi minuti. Tuttavia, nel suo libro del 2007 Roadshow: Landscape With Drums. A Concert Tour by Motorcycle, Peart chiarì che la canzone era "una parabola sul collettivismo".
In un'intervista del novembre 2023, Geddy Lee rifletté che la canzone era "un commento sull'uguaglianza forzata", la quale "potrebbe anche essere stata un po' ingenua nel [suo] intento originale. [...] C'erano alcune cose di cui cantavamo quando eravamo ventenni che sembravano molto importanti. Ma col passare del tempo, migliori quelle visioni perché la vita ti ha detto che non è così semplice. [...] Impari molto su quanta vita è vissuta nelle aree grigie rispetto alle aree bianche e nere".
Il brano è stato eseguito dal vivo durante svariati tour, con l'esclusione di quelli tra Grace Under Pressure e Presto e nei tour degli anni duemiladieci. Oltre alla già citata versione di Exit...Stage Left, interpretazioni dal vivo del brano sono contenute nei live album Rush in Rio e Different Stages.
Il brano è presente nei videogiochi Rock Band 2 e Rock Band Unplugged.
Circumstances
Brano dove la voce di Lee raggiunge toni particolarmente alti, soprattutto durante il ritornello; il testo fa riferimento alle esperienze giovanili di Neil Peart in Inghilterra.
Circumstances è stata proposta dal vivo solo durante il Tour of the Hemispheres (1978-79) e lo Snakes & Arrows Tour (2007); compare in versione live nell'album Snakes & Arrows Live.
Curiosamente il pezzo è stato incluso come facciata B anche del singolo successivo.

## Tracce
Il singolo pubblicato per il mercato statunitense contiene le seguenti tracce:
1. The Trees - 4:46 (Lee, Lifeson, Peart)
2. Circumstances  - 3:42 (Lee, Lifeson, Peart) (lato B)

## Formazione
- Geddy Lee - basso, voce, tastiere, pedali Moog Taurus
- Alex Lifeson - chitarre elettriche ed acustiche a 6 o 12 corde, chitarra classica, guitar synth, pedali Moog Taurus
- Neil Peart - batteria e percussioni

## Cover
The Trees è stata interpretata da Mike Baker degli Shadow Gallery in Working Man, album di cover dei Rush del 1996